# Латиська література
Латиська література — література латишів, створена здебільшого латиською мовою, латгальською. Латиська література розпадається на два періоди: пізньосередньовічний і сучасний. Поняття латиська література не слід плутати з поняттям латвійська література, яка містить твори письменників-уродженців Латвії різних національностей, і яка на сьогодні створюється в основному двома мовами (російською та латиською).

## Періодизація

### Пізньосередньовічний період (XII—XVIIIст.)
У пізньосередньовічний період (XII—XVIII ст.) слід говорити про літератури кожної з історико-культурних областей, що складали Латвію в середні віки (Курляндія, Латгалія тощо). В Латвії мешкали письменники різних національностей (зокрема, латиші і німці), які для запису своїх текстів використовували латину і німецьку мову, яка ставала все популярнішою з плином часу. Ще не був завершений процес консолідації латиського етносу і латиської мови. Повноцінна література латиською мовою виникає лише в XIX—XX століттях після зменшення німецького впливу, коли завершився процес консолідації латиських племен і становлення літературної латиської мови. До цього періоду власне латиська література базувалася в основному на усній народній творчості латиських селян, що передавалася у вигляді народних пісень дайн. (Див. Латиський фольклор). Отже, до виникнення письмової латиської мови, традиції передавалися в народних піснях, які збереглися донині.
Вперше література Латвії виникла в XVI ст. в ході Реформації: переклад катехізису Мартіна Лютера «Undeutsche Psalmen» (1587 р.). Першими зразками латиської світської літератури вважають рукописні пісні Е. Кікуліса (1777). Інші твори світського характеру з'являються вже в епоху Стендерів: Готтхарда Фрідріха Стендера Старшого (1714—1796, казки, «Книга премудрості», поезія) і Стендера Молодшого (1744—1819, перша комедія тощо). Власне світська латиська література виникла в XVIII ст. під впливом літератури Західної Європи, коли німецькі пастори-лютерани поклали початок міській світській літературі латиською мовою, яку вони вважали противагою волелюбним латиським народним пісням.

### ХІХ століття
Латиська література, можна сказати, дійсно почала існувати лише в ХІХ столітті, з першою збіркою національної писемної поезії Юріса Алунанса «Пісеньки» (1856). В цій книзі Алунанс прагнув показати, що глибокі і благородні почуття можуть бути виражені латиською мовою, яку балтійсько-німецькі барони вважали мовою селянин. Цей збірник поезії був опублікований 1856 року, того ж року, що й збірка Шарля Бодлера «Квіти зла», взірець початку європейського модернізму в поезії.
Національний епос, Лачплесіс (Lāčplēsis), був опублікований 1888 року. Автор — Андрейс Пумпурс (Andrejs Pumpurs).
З 1860-х років починається активний підйом національного почуття самих латишів, пожвавлюється преса латиською мовою, з'являється багатий фольклор. Збираються народні пісні (Кріш'янис Баронс) і перекази. Вийшло друком перше видання латиських народних пісень «Латиські дайни», яке підготував латиський фольклорист К. Барон (т. 1—6, 1894—1915).
Свій внесок у розвиток латиської писемної літератури зробили поети, лірики (Юріс Алунанс, Лаутенбах, Сілін тощо), белетристи і перекладачі, історики і критики (Лап, Розенберг, Блауманіса, Апсіт, Дегдов, Зейферт, Янсон, Вольтер та ін.).
Найвідоміші письменники кінця XIX — початку ХХ століття: Райніс, Аспазія (поетеса), Рудольф Блауманіс, Александрс Чакс, Едвартс Вірза, Яніс Порукс, Едуард Вейденбаумс. Кріш'янис Баронс — організатор систематичного збору народних пісень (дайн).

### Початок ХХ століття
На початку ХХ століття, в основному завдяки численним німецьким і російським зв'язкам, в латиській літературі було багато різноманітних літературних напрямів: символізм, декаданс, і політичних — соціалізм, марксизм. Прибічники цих напрямів пішли в підпілля після розгрому найбільшого національного латвійського повстання періоду революції 1905 року через суворі переслідування царського режиму, що призвело до першої хвилі еміграції інтелектуалів з Латвії.
Представниками народного романтизму є латиські письменники Аусекліс (М. Крогземіс) та А. Пумпурс (автор епосу «Лачплесіс», 1888). В основі їхніх творів — антифеодальні заклики. Виходить перший роман — «Часи землемірів» (1879) братів М. та Р. Каудзіте. Перший відомий драматург цього періоду — Адолфс Алунанс. Перші оповідання — «У волосному суді» (1885), «Багата рідня» (1886) Апсишу Єкабса. В творах змальовується життя латиських селян. Відчувається значний вплив російського реалізму.
В 1870—90-х роках в Ризі та Єлгаві створюються театри, і першими п'єсами латиською мовою стали твори А. Алунанса «Доморослий», «Ті, що співали пізно ввечері» тощо.
В 1890-х завдяки прогресивному руху латиської інтелігенції література розвивається досить стрімко. Свідченням цього зростання стає нова течія, представниками якої є Я. Янсон-Браун, Я. Райніс (1865—1929), П. Стучка та ін.).
Поетеса і драматург Аспазія у своїй творчості розвиває громадянські мотиви і теми. До її літературної спадщини належать: збірка віршів «Червоні квіти», 1897; п'єса «Втрачені права», пост. 1894).
Відомими стали твори письменника-новеліста і драматурга Р. Блауманіса (оповідання «Весняні заморозки», 1898; «Андріксон», 1899; «В затінку смерті», 1899; п'єси «Блудний син», 1893; «У вогні», 1905). У своїй творчості Блауманіс звертається до теми важкого життя латиських селян, зображає картини руйнування патріархальних відносин. Серед латиських поетів-романтиків цього періоду своєрідно виокремлюється творчість Я. Порука.
Райніс був поетом, драматургом, перекладачем та політиком, і на порубіжжі століть його класичні п'єси «Вогонь і ніч» (1905) та «Індуліс і Арія» (1911) вплинули на літературну латиську мову та етнічну символіку, яку він використовував у своїх творах, і які посідають основне місце в латвійському націоналізмі. Райніс був першим, хто сформулював ідею, що Латвія могла б бути не частиною Російської імперії, а суверенною державою. Він одружився з Аспазією, письменницею, активісткою феміністського руху. Вони були відправленні в заслання в глиб Росії на період 1897—1903 років. Потім вони мешкали в Швейцарії (1905—1920). Коли подружжя повернулося до незалежної Латвії після Першої світової війни, Аспазія вступила до Латвійської соціал-демократичної робітничої партії, а також була членом усіх сесій парламенту Латвії з 1920 по 1934 роки.
Новий імпульс латиська література отримала під час російської революції 1905—1907 років. Я. Райніс видає збірки поезій «Далекі відгуки синього вечора» (1903), «Посіви бурі» (1905) тощо. В творах чітко і емоційно зображаються революційні настрої того часу (в алегоричній формі). В основі проблематики його творів — боротьба за волю (п'єси «Вогонь і ніч» (1905), «Грав я, танцював» (1919)). До значних здобутків Райніса відносяться філософські поетичні твори та драматургія, які значно вплинули на процес формування латиської літератури, її ідейно-тематичного наповнення.
В. Плудоніс вважається видатним майстром латиської поеми, балади, дитячих віршів, перекладів, наприклад, в алегоричній поемі «В сонячну далечінь» (1912) основний лейтмотив — віра в перемогу сил прогресу.
На початку ХХ століття панівним напрямом в латиській літературі стає реалізм: твори А. Упітіса (повість «Буржуа», 1907, романи «Нові витоки», 1909, «В шовковому павутинні», 1912, «Золото», 1914), Е. Бірзніекс-Упітіса (збірка оповідань «Під вечір», 1913, «Оповідання сірого каменя», 1914); Судрабу Еджуса, А. Бригадере та ін.